# ون سی. گسل
ون سی. گسل (انگلیسی: Van C. Gessel; ۱ اوت ۱۹۵۰ – ) استاد ادبیات ژاپنی، مترجم اهل ایالات متحده آمریکا بود. رئیس سابق کالج علوم انسانی در دانشگاه دانشگاه بریگم یانگ بود. او همچنین به عنوان رئیس دپارتمان زبان‌های آسیایی و خاور نزدیک در دانشگاه خدمت کرد. او به دلیل کارش به عنوان مترجم اصلی رمان‌نویس ژاپنی، اندو شوساکو مشهور شده‌است.